# السهلي (المرابطين)
السهلي هو دُوَّار يقع بجماعة وادي النعام، إقليم الرشيدية، جهة درعة تافيلالت في المملكة المغربية. ينتمي الدوّار لمشيخة المرابطين التي تضم 3 دواوير. يقدر عدد سكانه بـ 1058 نسمة حسب الإحصاء الرسمي للسكان والسكنى لسنة 2004.

## روابط خارجية
- البوابة الوطنية للجماعات الترابية
- المندوبية السامية للتخطيط